# جولیوس اروینگ
جولیوس وینفیلد اروینگ (به انگلیسی: Julius Winfield Erving) در ۲۲ فوریه ۱۹۵۰ به دنیا آمد. او در نزد هواداران بسکتبال با لقب "DR.J"شناخته می‌شود و از بهترین بسکتبالیست‌های تاریخ NBA محسوب می‌شود.
وی بازیکن بازنشستهٔ NBA و یکی از افرادی است که سبک بسکتبال مدرن مدیون اوست. کارهای بالای سبد وی یکی ازین مصداق هاست. او را می‌توان ازحمایت کنندگان و تأسیس کنندگان اتحادیه بسکتبال آمریکا "ABA" نامید.
اروینگ ۳ بار به قهرمانی لیگ NBA و ۴ بار ارزشمندترین بازیکن لیگ "MVP" و ۳ بار جایزهٔ بهترین امتیازآور در مسابقات ABA را در پروندهٔ خوددارد. وی با کسب ۳۰٬۰۲۶ امتیاز در دو لیگ NBA-ABA ششمین بازیکن برتر در عرصهٔ امتیاز آوری می‌باشد.
در مورد دانک معروف جولیوس اروینگ در مسابقات اسلم دانک که از روی خط پرتاب آزاد به ثمر رساند قبلاً تاریخچه‌ای گفته شده. این دانک یکی از نشانه‌های شناخت مردم از این افسانهٔ بسکتبال می‌باشد.
شکیل اونیل در پاسخ به بسکتبالیست محبوب خود از اروینگ نام برد و اظهار داشت که اروینگ از مایکل جردن بهتر بوده‌است.

## سال‌های اولیه
جولیوس در شهرستان ناساو، نیویورک به دنیا آمد و از سن ۱۳ سالگی به بعد به محلهٔ روزولت نقل مکان کرد.
او برای تیم بسکتبال دبیرستان رزولت بازی کرد و یکی از دوستان هم تیمی اش لقب DR.J را به او داد و این لقب برعکس بیشتر القاب بازیکنان NBAاز سنین کم به وی نسبت داده شد است. وی پس از حضور در تیم نیویورک در لیگ ABA و کسب موفقیت‌های بسیار سر انجام راهی لیگ تازه تأسیس NBA شد.

## لیگ حرفه‌ای ان بی ای
تیم‌های نیوجرسی نتس، دنور ناگتس، ایندیانا پیسرز و سن آنتونیو اسپرز در همان سال یعنی فصل ۱۹۷۶–۷۷ پا به عرصهٔ ان بی ای گذاشته بودند و جولیوس جوان نیز در همان مقطع وارد لیگ شده بود. تیم نیوجرسی اولین تیمی بود که جولیوس اروینگ را جذب نمود. دو بازیکن تازه راه یافته به ان بی ای یعنی جولیوس اروینگ و Nate Archibald راهی تیم نیوجرسی نتس شدند. در ابتدا تیم نیوجرسی به دلیل کمبود بودجه خواهان پیوستن جولیوس از این تیم و جذب وی توسط نیویورک نیکس بود. ولی تیم نیکس این را نپذیرفت و نیوجرسی ناچار دو بازیکن را در نزد خود نگه داشت.
در آن فصل تیم نیویورک نتایج خوبی گرفته بودبطوری‌که خیلی‌ها اظهار داشتند ان بی ای محل حکمرانی تیم شهر نیویورک است.
تیم نیوجرسی به هر دو بازیکن تازه‌وارد مبلغ ۴٫۸ میلیون دلار را پیشنهاد داد به شرطی که بتوانند تیم نیوجرسی را از انتهای جدول به جایگاه مناسبی در لیگ برساند. ولی با وجود تمامی مسائل جولیوس از بازی در تیم منصرف شد و در کمپی نزدیک محل زندگی خود روزها را شب می‌کرد و به تمرین بسکتبال می‌پرداخت. تیم فیلادلفیا سونتی‌سیکسرز خواهان جذب جولیوس اروینگ شد و طی یک ترید جولیوس را از تیم نیوجرسی به خدمت گرفت. اما اوضاع بر وفق مراد جولیوسنبود. این بار قرارداد یک میلیون کمتراز مقدار پیشنهادی نیوجرسی بود یعنی ۳٫۶ میلیون دلار. ولی تنها راه چاره برای جولیوس همین بود و در غیر این صورت به علت نامعلوم نبودن اوضاع جولیوس امکان حذف نام وی از اسامی بازیکنان ان بی ای وجود داشت. جولیوس جوان به سرعت در فیلادلفیا پیشرفت می‌کرد و در آخر فصل تیم بحران زدهٔ فیلادلفیا ۲۴ برد و ۵۸ باخت در کارنامهٔ فصل ۱۹۷۶–۷۷ خود دید.
در پایان فصل مالک آن زمان نیوجرسی Roy Boe از ترید جولیوس اروینگ با فیلادلفیا اظهار ناراحتی کرد وخواهان بازگشت وی به نیوجرسی بود ولی صاحب انفیلادلفیا در بیانیه‌ای گفتند «اگر بخواهیم تیممان را متلاشی کنیم وی را به شما خواهیم داد»
اشاره به ضرب‌المثل «بگذار تا سماق بمکند»
اروینگ خیلی زود به عنوان لیدر تیم فعالیت داشت و ثمرهٔ آن رکورد ۵۰ برد در فصل بود. تیم فیلادلفیا که اکنون خود را در جایگاه خوبی می‌دید تصمیم به جذببازیکن گرفت. آن‌ها بازیکنانی چون: جرج مک‌گینیس و داگ کالینز، جذب نموده و تیم اول گروه آتلانتیک شدند و به پلی آف راه یافتند. در PLAYY OFF’S با قلبه بر تیمی هم چون بوستون سلتیکس راهی فینال شدند. در فینال با تیم پرتلند تریل بلیزرز می‌بایستی مبارزه می‌کردند. در ۲ بازی اول فیلادلفیا توانست پورتلند را شکست دهد ولی تیم پورتلند بازیکنی چون بیل والتون را به خود می‌دید در چهار مسابقه پشت سرهم بردند و قهرمان شدند.
وی اولین بازیکنی بود که با نام خودش برایش کفش تولید کردند. بازیکن بزرگی که برند جدید کفش‌ها با نام وی به فروش می‌رفت نام این برند: "Dr. Chapstick." بود.
در سال ۱۹۷۹ در فیلم کمدی The Fish That Saved Pittsburgh ایفای نقش کرد. در شروع فصل ۱۹۷۷–۷۸ تیم فیلادلفیا با جذب مربی جدید بیلی کانینگهام بازیکنان جدیدی به روستر و تیم خود افزود. این بازیکنان نامشان: موریس چیکس، اندرو تونی و بابی جونز بود. این ۳ نفر به همراه جولیوس اروینگ فیلادلفیا را به اوج خود رساندند.
در سال‌های بعد وقت شاخ و شانه کشیدن اروینگ با بازیکنان به نام ان بی ای بود. در بازی‌های بوستون و فیلادلفیا تماشاگران عنوان D.R j vs Larry bird را بر روی مسابقه می‌گذاشتند. تیم بوستون و فیلادلفیا رقیب‌های دیرینه‌ای هستند و همیشه در مقابل هم بهترین نمایش را برپا می‌کنند.
در سال و فصل ۱۹۸۰ فیلادلفیا با شکست بوستون در پلی آف راهی فینال شد. در فینال آن سال در مقابل تیم لس آنجلس لیکرز مسابقه داشتند. در یکی از مسابقات جولیوس یک lay up افسانه‌ای را به نام خود ثبت کرد و با آن حرکت تا ابد مشهور ماند.
اگر چه فیلادلفیا آن فینال را با نتیجهٔ ۴–۲ به لیکرز واگذار کرد ولی طرفداران فیلادلفیا تا مدت‌ها در مورد لی آپ جولیوس بحث می‌کردند. این لی آپ به صورت BASE LINE MOVE از پشت سبد اجرا شد و به‌طور چرخشی وارد سبد شد. وی این حرکت را در شرایطی اجرا کرد که سنتر ۷ و۲ اینچی لیکرز کریم عبدالجبار از وی دفاع می‌کرد.
«در ابتدای بازی 2K12 می‌توانید در فیلم اول بازی این لی آپ را مشاهده کنید.» این لی آپ یکی از ۵۰ لحظهٔ برتر ان بی ای ثبت شده‌است.
یکی دیگر از حرکات به یاد ماندنی جولیوس اروینگ در فصل ۱۹۸۳ در مقابل تیم لیکرز بود. حرکتی که با اسم Rock The Baby مشهور است. این حرکت یکی از انواع اسلم دانک‌ها می‌باشد. ماجرا از این قرار است که در این بازی مجیک جانسون گارد راس لیکرز به فوروارد تیم لیکرز جیمز ورثی پاس می‌دهد ولی پاس به مقصد نمی‌رسد. جولیوس توپ ربایی کرده و از سمت چپ زمین حرکت کرده در مقابل یکی از بهترین مدافعین ان بی ای یعنی مایکل کوپر قرار می‌گیرد. هنگامی که جولیوس به خط سه امتیازی می‌رسد شروع به سه گام و دانک زدن می‌کند. با دومین گام خود توپ بسکتبال رادورسر خود می‌چرخاند و با یک پرش بلند یک اسلم دانک به یاد ماندنی می‌کند و یکی از تماشاگران از لفظ ROCK THE BABY برای این حرکت استفاده می‌کند و همین اسم برای این حرکت می‌ماند.

## بازنشستگی
جولیوس در سال ۱۹۸۷ و در سن ۳۷ سالگی بازنشسته شد. وی در آخرین سال‌های بازیگری خویش به تیم نیوجرسی پیوست و یکی از بازیکنانی است که شمارهٔ پیراهنش را بازنشسته کرده‌اند. آن هم در دو تیم.
در نیوجرسی باشمارهٔ ۳۲#
در فیلادلفیا با شمارهٔ ۶#
جولیوس اروینگ به تنهایی بیش از ۳۰٬۰۰۰ امتیاز در لیگ ABA-NBA کسب نمود. وی در سال ۱۹۹۳ نام خود را در بین ستارگان حاضر در تالار مشاهیر جیمز ناسمیت دید. زمانی‌که وی بازنشسته شد سومین نفری بود که امتیازات بالایی در دوران خود کسب نموده‌است. «۵ نفر در لیگ NBA امتیازات بالای ۳۰٫۰۰۰ کسب نموده‌اند»
وی همچنین سومین نفر در درصد پرتاب‌های منطقه‌ای می‌باشد. در توپ ربایی نیز رکورددار می‌باشد و اولین نفر است.
وی الگوی بسکتبال بچه‌های رئیس‌جمهور ایالات متحدهٔ آمریکا باراک اوباما می‌باشد.
لقب dr.j تحت تأثیر ستارهٔ موسیقی و رپر آن دوران که لقبش DR.DRE بود می‌باشد.